# Edward Osei-Nketia
Edward Osei-Nketia (né le 8 mai 2001) est un athlète australo - néo-zélandais, spécialiste du sprint. 

## Carrière
C’est le fils de Gus Nketia, recordman national du 100 m. En 2019, après avoir obtenu le titre national australien sur 100 m, il prend la décision de représenter uniquement la Nouvelle-Zélande.
Il porte à cette occasion son record personnel sur 100 m en 10 s 19 le 6 avril 2019, lors des championnats australiens, puis remporte, pour la Nouvelle-Zélande, la médaille d’or du 100 m lors des Championnats d’Océanie 2019 à Townsville. Il ne prend pas part à la finale du 200 m à laquelle il s’était qualifié avec le 2e meilleur temps.
En 2022, au cours des séries des championnats du monde, il bat le record de Nouvelle-Zélande que possédait son père depuis 1994, en 10 s 08.